# Новобайгильдино
Новобайгильдино (мар. У Пайгелде; баш. Яңы Байгилде) — деревня в Шаранском районе Республики Башкортостан Российской Федерации. Входит в состав Мичуринского сельсовета.

## География

### Географическое положение
Расположена в северо-восточной части района, на правом берегу речки Чикей невдалеке от её истока. Расстояние до:
- районного центра (Шаран): 30 км,
- центра сельсовета (Мичуринск): 12 км,
- ближайшей ж/д станции (Туймазы): 72 км.

## История
Деревня основана в начале XX века, по-видимому, переселенцами из деревни Байгильдино.
В 1906 году в деревне Ново-Байгильды Кичкиняшевской волости Белебеевского уезда Уфимской губернии было 27 дворов и 175 жителей (82 мужчины, 93 женщины).
По данным подворной переписи, проведённой в уезде в 1912—13 годах, деревня Ново-Байгильды (Ново-Байгильдина) входила в состав Старо-Байгильдинского сельского общества. В деревне имелось 46 наличных хозяйств черемисов-припущенников, где проживало 233 человека (120 мужчин, 113 женщин). Количество надельной земли составляло 910 казённых десятин (из неё 19 десятин сдано в аренду), в том числе 476 десятин пашни и залежи, 351 десятина леса, 8 десятин усадебной земли, 50 — выгона, 15 — сенокоса и 10 десятин неудобной земли. Также 7,75 десятин земли было арендовано. Общая посевная площадь составляла 158,33 десятины, из неё 79,5 десятин занимала рожь, 49,5 — овёс, 10,6 — просо, 7,62 — пшеница, 6,74 — горох и 4,37 — греча. Из скота имелось 96 лошадей, 102 головы КРС, 208 овец и 63 козы. 1 хозяйство держало 5 ульев пчёл. 4 человека занимались промыслами.
В 1920 году по официальным данным в деревне Ново-Байгильдина той же волости было 53 двора и 269 жителей (126 мужчин, 143 женщины), по данным подворного подсчёта — 263 марийца и 10 татар в 52 хозяйствах.
В 1926 году деревня относилась к Шаранской волости Белебеевского кантона Башкирской АССР.
В 1939 году в деревне Ново-Байгильдино Папановского сельсовета Шаранского района проживало 154 жителя (70 мужчин, 84 женщины). В начале 1950-х годов — уже село.
В 1959 году в селе Триключанского сельсовета проживало 133 человека (53 мужчины, 80 женщин).
В 1963 году сельсовет был включён в состав Туймазинского сельского района, с 1965 года — в составе Бакалинского, с 1967 года — вновь в Шаранском районе.
В 1970 году деревня Новобайгильдино — вновь в Папановском сельсовете. В ней было 134 жителя (66 мужчин, 68 женщин).
По переписи 1979 года — 94 человека (47 мужчин, 47 женщин).
В 1989-м — 61 житель (30 мужчин, 31 женщина).
В 1992 году Папановский сельсовет вместе с деревней Новобайгильдино был включён в состав Мичуринского сельсовета.
В 2002 году здесь жило 64 человека (26 мужчин, 38 женщин), марийцы (95 %).
В 2010 году в деревне проживало 55 человек (25 мужчин, 30 женщин).

## Население
| 2002 | 2009 | 2010 |
| ---- | ---- | ---- |
| 64   | ↘58  | ↘55  |

## Инфраструктура
Деревня входит в состав КФХ «Шаран-Агро», на её территории нет производственных и социальных объектов.
Деревня электрифицирована и газифицирована, неподалёку находятся 2 кладбища.